# Episcea extravagans
Episcea extravagans är en fjärilsart som beskrevs av W. Warren 1901. Episcea extravagans ingår i släktet Episcea och familjen björnspinnare. Inga underarter finns listade i Catalogue of Life.